# Dick Sargent
Dick Sargent, nome d'arte di Richard Stanford Cox (Carmel-by-the-Sea, 19 aprile 1930 – Los Angeles, 8 luglio 1994), è stato un attore statunitense.

## Biografia

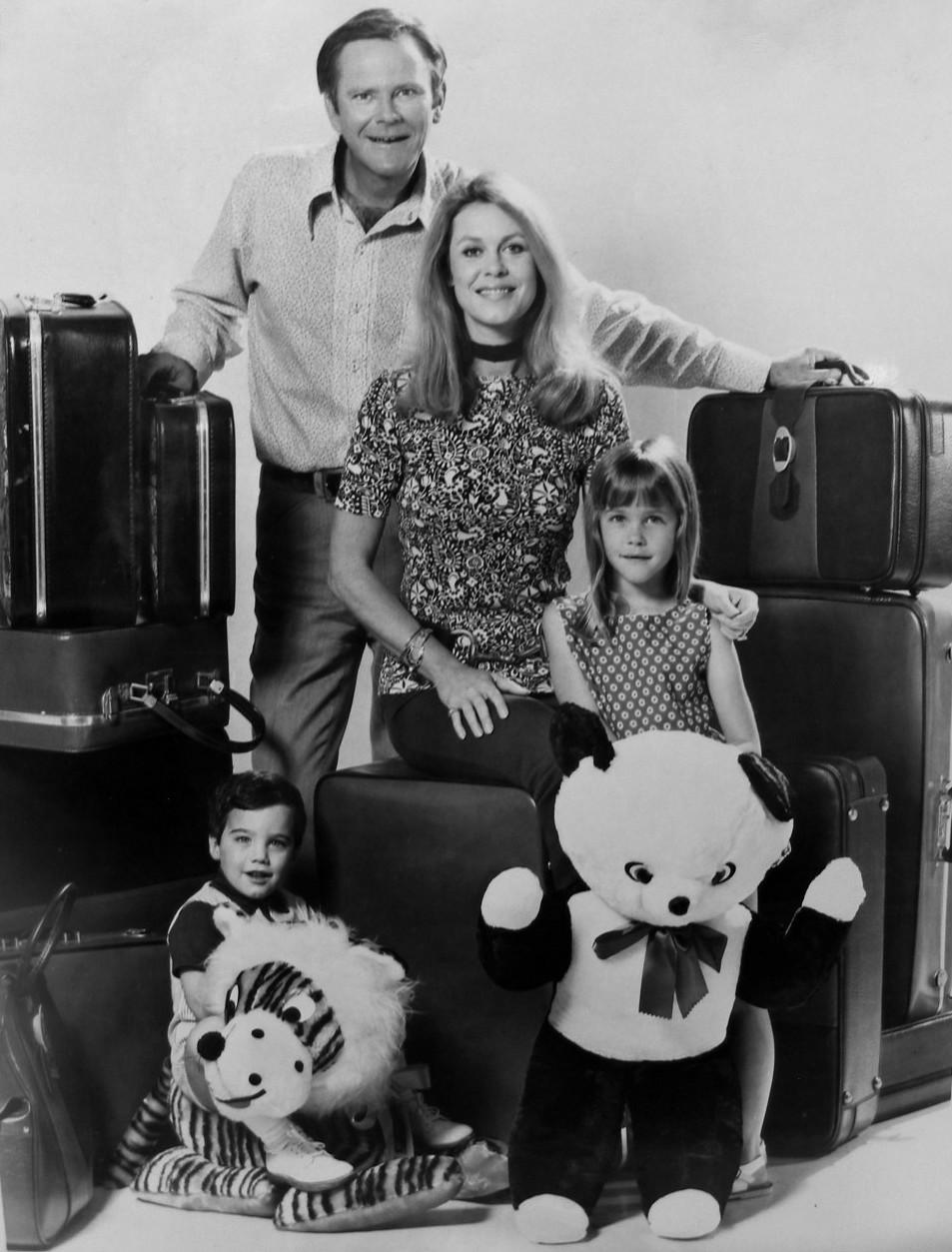
Dick Sargent con Elizabeth Montgomery in Vita da strega (1971)

È conosciuto per il ruolo di Darrin Stephens nelle ultime tre stagioni della serie televisiva Vita da strega (Bewitched), ruolo in cui subentrò al collega Dick York e che interpretò dal 1969 al 1972.
In precedenza aveva interpretato alcuni film in parti secondarie, tra i quali le commedie Operazione sottoveste (1959) e Il visone sulla pelle (1962), in entrambi i quali recitò accanto a Cary Grant.
Sargent morì di cancro alla prostata nel 1994, all'età di 64 anni. Il suo corpo fu cremato.

## Vita privata
In occasione del National coming out Day del 1991, Dick Sargent dichiarò pubblicamente di essere gay, e sostenne le questioni dei diritti degli omosessuali.

## Filmografia parziale

### Cinema
- La donna del sogno (Bernardine), regia di Henry Levin (1957)
- Martedì grasso (Mardi Gras), regia di Edmund Goulding (1958)
- Operazione sottoveste (Operation Petticoat), regia di Blake Edwards (1959)
- Il grande impostore (The Great Impostor), regia di Robert Mulligan (1961)
- Il visone sulla pelle (That Touch of Mink), regia di Delbert Mann (1962)
- Per soldi o per amore (For Love or Money), regia di Michael Gordon (1963)
- Capitan Newman (Captain Newman, M.D.), regia di David Miller (1963)
- Billie, regia di Don Weis (1965)
- Un leone nel mio letto (Fluffy), regia di Earl Bellamy (1965)
- 7 giorni di fifa (The Ghost and Mr. Chicken), regia di Alan Rafkin (1966)
- Mash, la guerra privata del sergente O'Farrell (The Private Navy of Sgt. O'Farrell), regia di Frank Tashlin (1968)
- Melvin Purvis G-MAN, regia di Dan Curtis (1974)
- Hardcore, regia di Paul Schrader (1978)
- The Clonus Horror, regia di Robert S. Fiveson (1979)
- The Gossip Columnist, regia di James Sheldon (1979)

### Televisione
- Navy Log – serie TV, episodio 2x25 (1957)
- West Point – serie TV, episodi 1x17-1x36 (1957)
- The Alaskans – serie TV, episodio 1x20 (1960)
- Wichita Town – serie TV, episodio 1x20 (1960)
- Bus Stop – serie TV, episodio 1x13 (1961)
- Follow the Sun – serie TV, episodio 1x20 (1962)
- Gunsmoke – serie TV, episodio 7x19 (1962)
- L'ora di Hitchcock (The Alfred Hitchcock Hour) – serie TV, episodio 1x02 (1962)
- Ripcord – serie TV, episodio 2x26 (1963)
- Una famiglia... si fa per dire (Accidental Family) – serie TV, episodio 1x08 (1967)
- Strega per amore (I Dream of Jeannie) – serie TV, episodio 4x21 (1969)
- Sui sentieri del West (The Outcasts) – serie TV, episodio 1x24 (1969)
- Vita da strega (Bewitched) – serie TV, 84 episodi (1969-1972)
- Le strade di San Francisco (The Streets of San Francisco) – serie TV, episodio 1x24 (1973)
- Ellery Queen – serie TV, episodio 1x15 (1976)
- Charlie's Angels – serie TV, episodi 1x12-4x01-4x02 (1976-1979)
- Hazzard (The Dukes of Hazzard) – serie TV, episodi 2x17-2x19 (1980)
- Tre cuori in affitto (Three's Company) – serie TV, episodio 2x05 (1984)
- Down to Earth – serie TV, 93 episodi (1984-1987)
- La signora in giallo (Murder, She Wrote) – serie TV, episodio 3x17 (1987)
- Colombo (Columbo) – serie TV, episodio 9x05 (1990)
- Impulso omicida (Acting on Impulse), regia di Sam Irvin – film TV (1993)

## Doppiatori italiani
- Cesare Barbetti in La donna del sogno, Operazione sottoveste, Il grande impostore, Per soldi o per amore
- Luciano Melani in Vita da strega, Hardcore
- Sandro Iovino in Le strade di San Francisco, Charlie's Angels (ep. 4x01)
- Romano Ghini in Charlie's Angels (ep. 1x12)
- Michele Gammino in Charlie's Angels (ep. 3x01)
- Giorgio Favretto in Love Boat
- Gianfranco Bellini in Casa Keaton
- Saverio Moriones in La signora in giallo